# Alfred Léonard
Alfred Léonard, dit "Freddy", né à Liège le 19 décembre 1940 et mort à Banneux le 26 janvier 2018, est un homme politique belge francophone. Il fut bourgmestre de Ferrières, conseiller provincial, membre du Conseil régional wallon et représentant à la Chambre des représentants pour l'arrondissement de Huy-Waremme.

## Biographie
Élu pour la première fois conseiller communal de Ferrières en octobre 1976, Alfred Léonard devient d’emblée le bourgmestre de la nouvelle entité fusionnée. Cet enseignant habitant dans le village de Xhoris effectue ainsi une entrée fracassante en politique. Quelques mois plus tard, il est élu au Conseil provincial de Liège (avril 1977), où il est régulièrement réélu jusqu'en octobre 1985. Entre 1982 et 1985, il est chargé de missions auprès du ministre wallon Melchior Wathelet. Progressivement, le président des élus locaux PSC de l’arrondissement de Liège s’éloigne de son métier de professeur au Petit Séminaire de Saint-Roch à Ferrières, pour embrasser une carrière politique. 
Le mandataire provincial quitte l’assemblée liégeoise pour la Chambre des représentants fin 1985, et y est réélu deux ans plus tard. Durant six ans, il représente l’arrondissement de Huy-Waremme à la Chambre, au Conseil de la Communauté française et au Parlement wallon. En mai 1988, il est d’ailleurs désigné comme vice-président du bureau du Conseil régional wallon (10 mai 1988-21 novembre 1991). 
Renforçant régulièrement la majorité qui lui garantit son mandat de bourgmestre, Alfred Léonard voit son parcours parlementaire barré en 1991 par le succès socialiste dans l’arrondissement de Huy-Waremme. Sur le plan local, il est contesté au sein de son propre parti et, en novembre 1992, il renonce à l’écharpe mayorale pour assumer une mission en Roumanie. Initiateur local d’un projet lors de l’opération Village Roumains (1990, il est nommé à Bucarest par le ministre de la Communauté française Michel Lebrun (1992-1994). 
À son retour au pays, en 1994, il retrouve un mandat de conseiller communal, dans l’opposition cependant. En 2000, il a rallié le Mouvement des Progressistes chrétiens et c’est comme candidat d’ouverture qu’il se présente sur la liste du PS à la province. Conseiller provincial indépendant (2001-2006), il ne se représente pas en 2006, atteint par la limite d’âge.
Son fils aîné Frédéric exerce le mandat de bourgmestre de Ferrières depuis 2012.

## Mandats
- Conseiller communal de Ferrières (1977-2000)
- Bourgmestre de Ferrières (1977-1992)
- Conseiller provincial de Liège (1977-1985)
- Député à la Chambre des représentants (1985-1991)
- Membre du Conseil régional wallon (1985-1991)
- Conseiller provincial de Liège (2001-2006)